# Explozia cambriană
Explozia cambriană  este apariția bruscă (în termeni geologici) în perioada timpurie a Cambrianului (acum aproximativ 540 de milioane de ani) a unei varietăți uluitoare de forme multicelulare de viață pe fondul lipsei de fosile (sau de fosile ale strămoșilor lor) în sedimentele Precambrianului. Pe măsură acumulării datelor și a informațiilor noi în domeniul paleontologiei, explicațiile date exploziei cambriene au fost schimbat în mod repetat. Cele mai acceptate motive posibile ale acestei „explozii” sunt: schimbări asupra mediului/ecosistemului și explicații bazate pe dezvoltarea organismelor.